# 第304飛行隊 (航空自衛隊)
第304飛行隊（だい304ひこうたい、JASDF 304th Tactical Fighter Squadron）は、航空自衛隊南西航空方面隊第9航空団隷下の戦闘機部隊である。那覇基地に所属し、F-15J/DJ戦闘機および連絡機としてT-4を運用する。
同航空団隷下の第204飛行隊と共に、南西諸島全域の防空を担う戦闘飛行隊である。

## 概要
1977年（昭和52年）4月1日のF-86Fを運用する第10飛行隊の閉隊に伴い、同年8月1日に航空自衛隊4番目のF-4EJ飛行隊として、築城基地第8航空団隷下にて発足。当初はF-86Fから機種転換教育を受けたベテランパイロットが多数在籍していたこともあり、1978年度の戦技競技会では部隊発足後わずか9ヶ月ながらも優勝するという精強ぶりを見せた。
1989年（平成元年）4月、それまでのF-4EJからF-15への機種更新を開始。準備期間を経た翌年の1990年（平成2年）1月20日には、同機を装備する6番目の飛行隊となった。その後2000年（平成12年）10月6日に新田原基地の第202飛行隊が閉隊して以降は、西部航空方面隊で対領空侵犯措置を実施する唯一のF-15飛行隊となっていた。
九州地方を中心として西空の護りを長らく担ってきた同隊だったが、南西諸島空域における航空優勢確保や増加するスクランブル任務に対応するため、2016年（平成28年）1月31日をもって那覇基地に新編された第9航空団隷下に編入となり、現在は広大な南西空域の護りに就いている。
部隊マークは英彦山に棲むと伝えられる天狗（英彦山豊前坊）がデザインされている。これは「天狗の如く山河を超え、鎮西の空を飛翔することの象徴」を意味し、日々の任務に対する意識付けとして「天狗になるな」といった自戒の念も込められている。発足当時の第8航空団司令のアイデアによるもので紅白を基調に描かれている。しかし、那覇基地に移駐後は低視認性（ロービジ）を考慮し、機体に描かれるものに関しては灰色基調にサブデュード化されている。
部隊章は円形に2段縁取られたデザインで、外側の枠内には黒の背景に白の文字で「304TH FS NAHA AB」が記され、内側の枠内には青一色の背景に黒でF-15のシルエットが、白で北極星と4つのコントレイル(300番台4番目の飛行隊を意味する)が描かれている。
飛行隊を表す「Tengu Warriors」という称号が長年に渡ってファンの間で親しまれていたが、
那覇基地に移駐後は「琉球天狗」を自負するようになっており、スペシャルマーキング機や記念行事などで確認することができる。

## 沿革
- 1977年（昭和52年）8月1日 - F-4EJ飛行隊として築城基地の第8航空団隷下にて部隊編成[1]。
- 1978年（昭和53年）4月10日 - F-4EJによる対領空侵犯措置任務付与[1]。

5月3日 - 航空総隊射撃及び要撃戦技競技会優勝。
- 1987年（昭和62年）11月10日～11月11日 - 航空総隊射爆撃戦技競技会F-4部門優勝[3][4]。
- 1989年（平成元年）4月 - F-15配備開始[5]。

10月 - F-4EJでのホットスクランブル1,000回達成。
- 1990年（平成02年）1月11日 - F-4EJによる対領空侵犯措置任務解除[6]。

1月20日 - F-4EJからF-15への機種更新完了。
7月 - F-15による対領空侵犯措置任務付与。
- 1991年（平成03年）9月 - T-4配備開始[6]。
- 1994年（平成06年）3月 - T-33Aラストフライト[6]。
- 1999年（平成11年）5月21日～6月5日 - 航空総隊戦技競技会FI（要撃）部門優勝[7][8]。
- 2002年（平成14年）1月15日 - コープノース・グアム2002に参加[9]。
- 2007年（平成19年）7月28日 - 部隊創設30周年記念式典を実施[10]。

10月15日～10月17日 - 航空総隊戦技競技会FI部門優勝。
- 2010年（平成22年）7月5日 - F-15でのホットスクランブル304回達成[6]。
- 2015年（平成27年）11月30日 - 築城基地での対領空侵犯措置任務解除[6]。
- 2016年（平成28年）1月31日 - 那覇基地の第9航空団隷下編入[1]。

3月18日 - 那覇基地での対領空侵犯措置任務付与。
- 2018年（平成30年）1月27日 - 部隊創隊40周年記念式典を実施[6]。

## 歴代運用機
- 戦闘機
  - F-4EJ（1977年～1990年）
  - F-15J/DJ（1990年～）

- 連絡機
  - T-33A（1977年～1993年）
  - T-4（1991年～）